# 山麻树
山麻树（学名：Commersonia bartramia）也称红山麻，为梧桐科山麻树属下的一个种。